# 爱德华·斯宾塞·比斯利

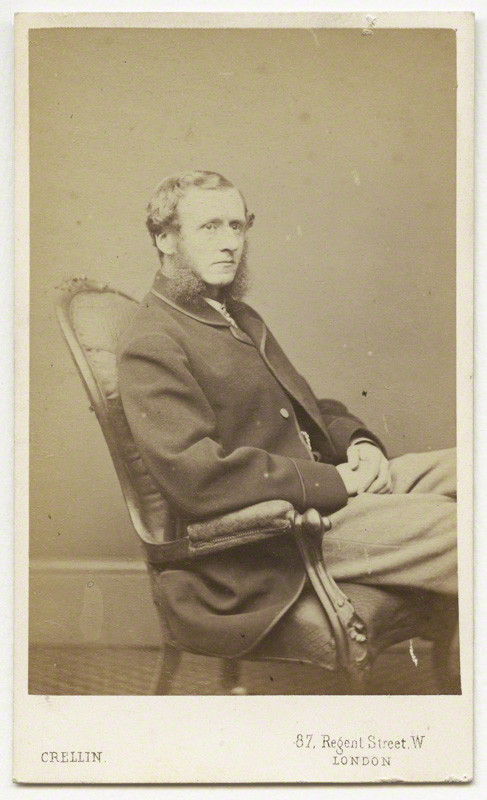
1860年代末的爱德华·斯宾塞·比斯利

爱德华·斯宾塞·比斯利（英語：Edward Spencer Beesly；1831年1月23日—1915年3月7日）是英国的一个实证主义者、工会活动家和历史学家，也是第一国际的创始人之一。他出生于伍斯特郡费肯汉，毕业于牛津大学沃德姆学院，逝世于萨塞克斯郡滨海圣莱昂纳兹。